# Carl Heinrich Möller
Carl Heinrich Möller, auch Carl Hinrich Möller und Karl Heinrich Möller (* 8. September 1709 in Rostock; † 24. Oktober 1759 in Wismar) war ein deutscher Jurist und Richter am Wismarer Tribunal.

## Leben
Carl Heinrich Möller war ein Sohn von Otto Peter Möller (1664–1746), Pastor an der Rostocker Jakobikirche, und dessen Frau Magdalena, Tochter des Theologen Josua Arnd. Er studierte an den Universitäten Rostock, Leipzig, Wittenberg und Jena. 1732 wurde er in Rostock zum Lic. iur., 1732 zum Dr. iur. promoviert. In den folgenden Jahren arbeitete er als Rechtsanwalt und Privatdozent, erstellte Rechtsgutachten für Reichskammergericht- und Tribunalsprozesse und führte Prüfungen an der Juristischen Fakultät durch. 1750 wurde er als Professor der Rechte an die Universität Rostock berufen und kurz darauf Assessor am Rostocker Konsistorium. 1751 erhielt er eine Assessorenstelle am Wismarer Tribunal und übte diese Tätigkeit bis an sein Lebensende aus.
Er war seit 1735 mit Hedwig Katharina Roloff verheiratet.